# Encharcamiento

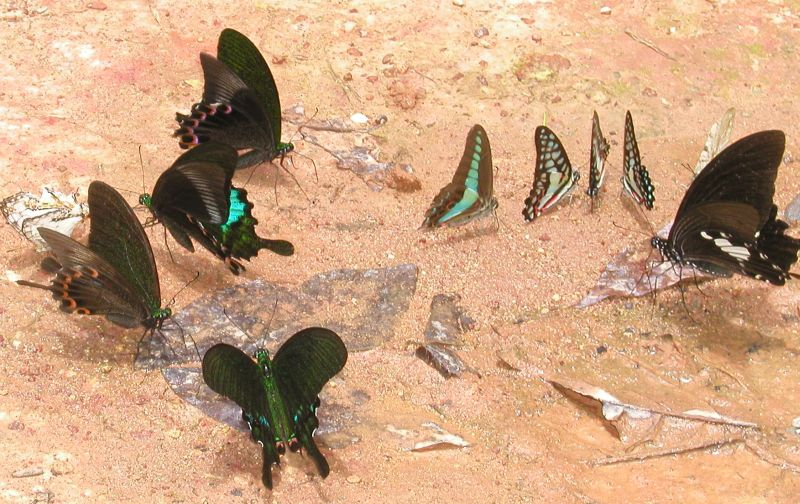
Encharcamiento de mariposas, Tailandia.

Se denomina encharcamiento a un comportamiento muy conspicuo de las mariposas, aunque también se manifiesta en otros animales, principalmente insectos; mediante el cual buscan determinadas sustancias húmedas tales como material vegetal en descomposición, barro y carroña y beben el fluido de ellos. Cuando las condiciones son propicias las mariposas y otros insectos forman grupos sobre el suelo húmedo, estiércol o carroña. De los fluidos extraen nutrientes tales como sales y aminoácidos que juegan diversos roles en la fisiología, etología y ecología de estos insectos. Se ha observado este comportamiento también en algunos otros insectos, en especial salta hojas, por ejemplo el salta hojas de la papa, Empoasca fabae.
Los miembros de Lepidoptera (mariposas y polillas) tienen diversas estrategias para incorporar nutrientes líquidos. Por lo general el encharcamiento se realiza sobre suelo húmedo. Pero hasta el sudor en la piel de las personas puede resultar atractivo a mariposas de especies de Halpe. Otras fuentes de nutrientes comunes son sangre y lagrimas. Es de notar que este comportamiento no se limita a Lepidoptera, y por ejemplo, las varias especies de abejas comúnmente denominadas abejas del sudor son atraídas por diversos tipos de sudores y lágrimas, incluidos las de los humanos y un comportamiento similar ha sido observado en algunas otras especies de abejas.
En muchas especies el comportamiento de encharcamiento es solo realizado por los machos, y la presencia de un grupo de mariposas en el suelo es por ejemplo para Battus philenor un estímulo para unirse al grupo que presumiblemente está encharcando.

## En el suelo

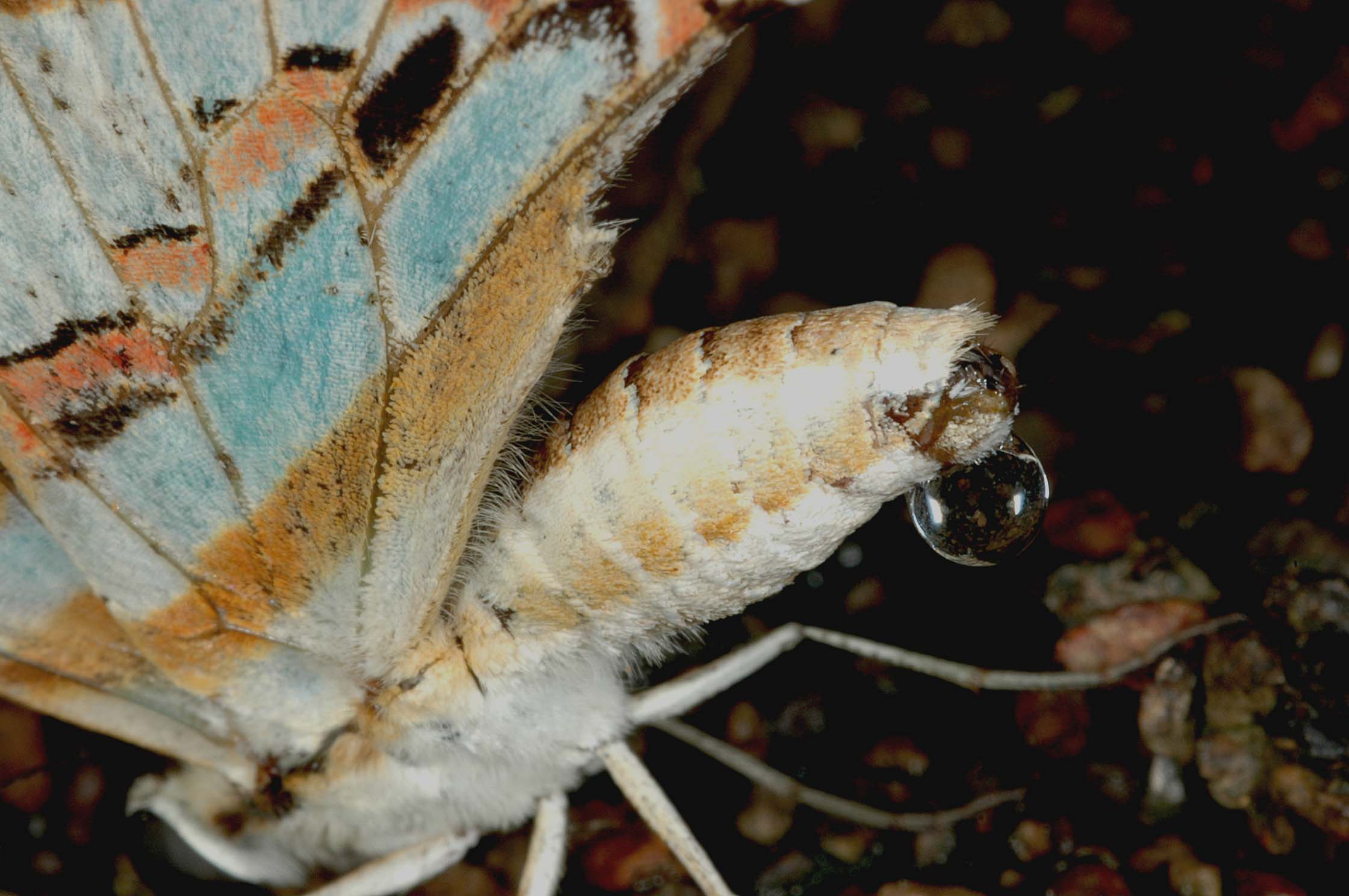
Graphium (Pathysa) nomius excretando el exceso de agua luego del encharcamiento.

En la zona tropical de la India este fenómeno por lo general se observa en la temporada posterior a los monzones. Los grupos suelen incluir varias especies, comúnmente miembros de las familias Papilionidae y Pieridae.
Parece que los machos se benefician de la ingesta de sodio que obtienen mediante la práctica del encharcamiento con un aumento de la tasa de éxito en la reproducción. A menudo el sodio y aminoácidos que recoge es transferido a la hembra con el espermatóforo durante la fecundación como un presente nupcial. Estos nutrientes también mejoran las tasas de sobrevida de los huevos.
Mientras encharcan, muchas mariposas y polillas bombean fluido a través de su tracto digestivo y excretan fluido por el ano. Algunas especies, como por ejemplo el macho de la Notodontidae Gluphisia septentrionis, liberan chorros por el ano a intervalos de 3 segundos. Una masa de fluido equivalente a 600 veces la masa corporal puede circular por los machos, los cuales poseen un ileum (intestino) mucho más largo que las hembras que no exhiben este comportamiento.

## Otras fuentes de nutrientes líquidos

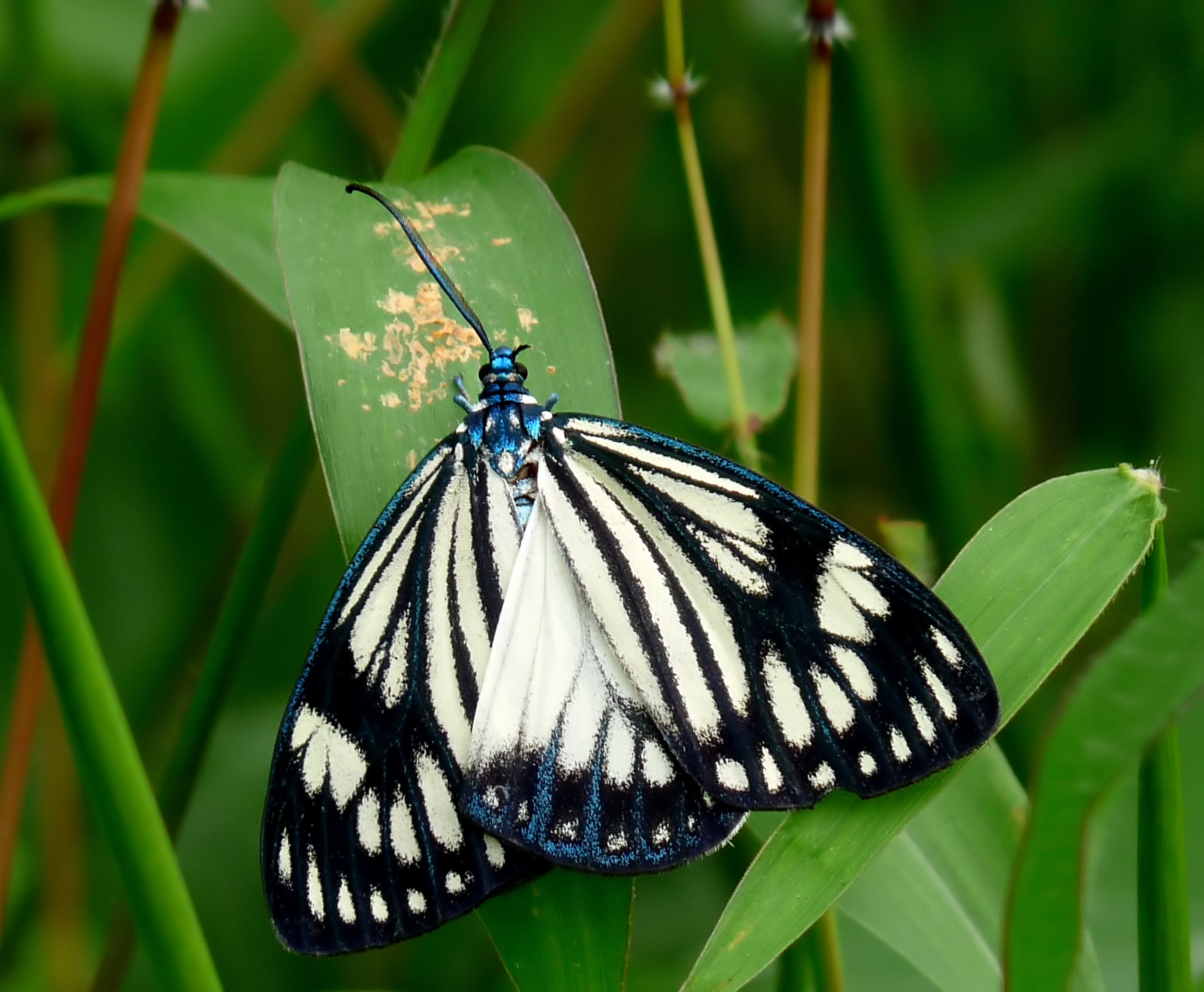
Cyclosia papilionaris alimentándose en una deposición de un ave.

Algunos Orthoptera, como por ejemplo Ceracris kiangsu; se sienten atraídos por la orina humana, especialmente por el sodio e los iones de amoníaco que contiene. Aquellos Lepidoptera que son atraídos por el estiércol (por ejemplo la especie Zeuxidia) o la carroña parecen preferir los iones de amoniaco en vez de al sodio. Al pudrirse, los tejidos de los frutos liberan azúcares y otros compuestos orgánicos tales como alcoholes resultado de los procesos metabólicos de los organismos que ayudan al decaimiento; son absorbidos por las mariposas como combustible metabólico.
En los bosques húmedos bajos de Borneo, un gran número de especies visitan con regularidad a las frutas en descomposición para beber de ellas. Este comportamiento es en gran medida oportunista, aunque algunas son fuertemente atraídas por frutas en avanzado estado de descomposición, como por ejemplo Satyrinae Neorina lowii) y Limenitidinae como la Bassarona dunya.
Por lo general la carroña es utilizada con mayor intencionalidad. Las que se alimentan de carroña parece constituyen una guilda de alimentación diferente de las encharcadoras "clásicas" y de las que se alimentan de frutos. Las mismas comprenden el taxón Nymphalidae como por ejemplo Cirrochroa emalea en Nymphalinae o Charaxes bernardus en Charaxinae, como también Lycaenidae con especies tales como Curetis tagalica en Curetinae o Cheritra freja en Theclinae.

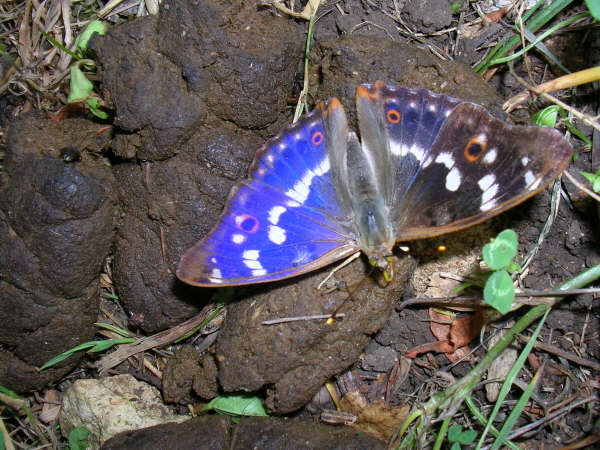
Una mariposa tornasolada chica (Apatura ilia f. ilia) sobre estiércol.

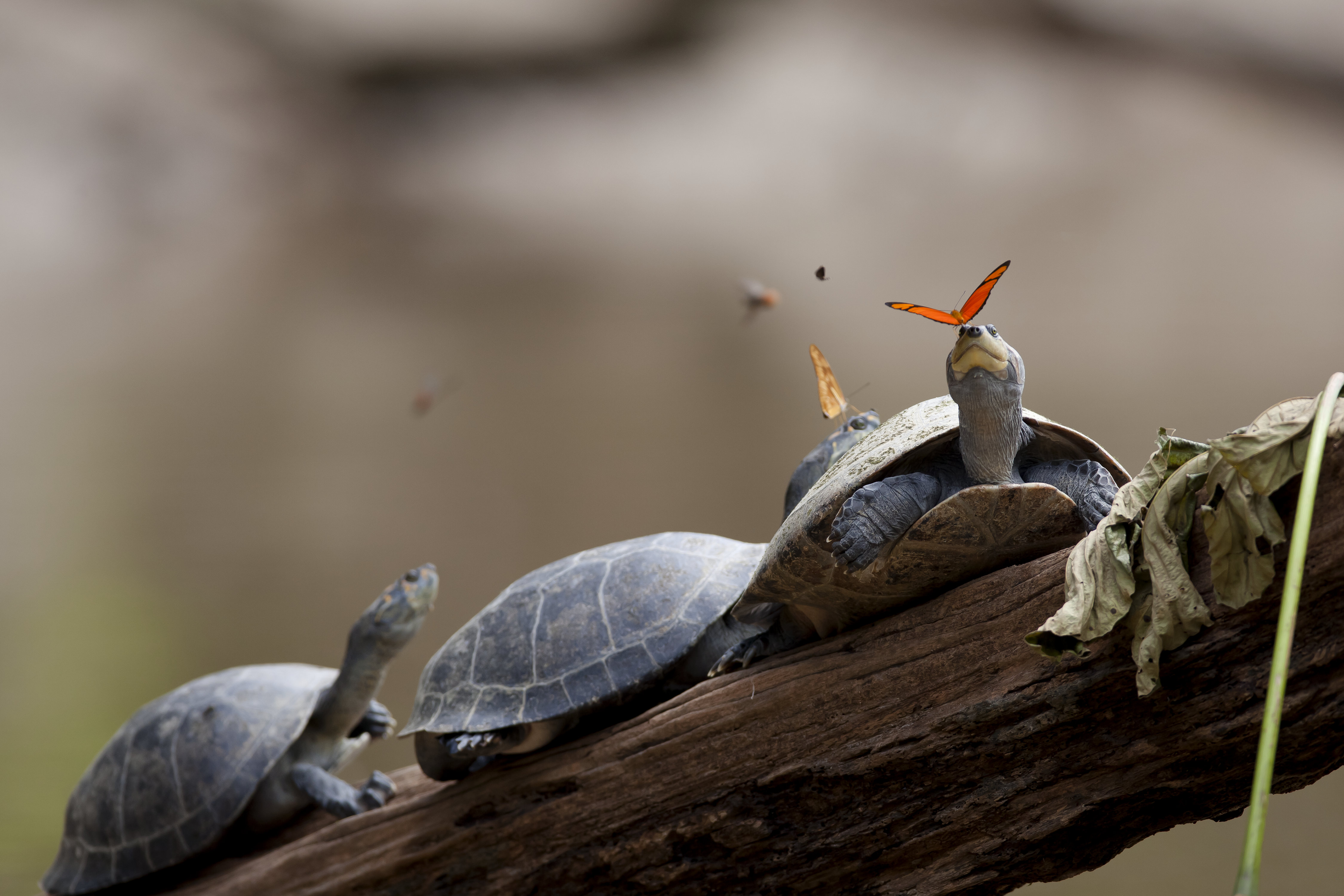
Dos mariposas Julia (Dryas iulia) bebiendo de las lágrimas de tortugas en Ecuador.

En varios linajes la alimentación a base de carroña a evolucionado de forma independiente. Es posible que los especializados en alimentarse de carroña puedan tener la habilidad de detectar por su olor y dirigirse a carne en descomposición desde cientos de metros de distancia. Las Charaxes bernardus de Charaxinae en Borneo, u oportunistas (otras Charaxes y Polyura) tienden a tener alas pequeñas y robustas, lo que las hace unas voladoras más vistosas y maniobrables que especialistas de frutas tales como Prothoe franck y los visitantes oportunistas de frutos como Charaxes durnfordi. En cambio otras mariposas, como la mayoría de las Pieridae, Papilionidae y Morphinae rara vez son vistas sobre carroña, estiércol o frutos en descomposición, si bien son encharcadoras ávidas en el sentido estricto. Nymphalidae presenta la mayor variedad de estrategias de absorción de nutrientes entre las mariposas; Limenitidinae posee numerosas encharcadoras que con frecuencia también visitan pilas de estiércol pero evitan los frutos y la carroña (por ejemplo las especies del género Limenitis), y algunas que son atraídas por toda sustancia con aroma penetrante.
Ciertas polillas, principalmente de la subfamilia Calpinae, se destacan por su hábito de beber sangre y lágrimas. Se ha observado que Hemiceratoides hieroglyphica de Madagascar visita y bebe las lágrimas insertando su proboscis en los párpados cerrados de las aves mientras dormitan. Se han indicado sobre otros casos en Tailandia de polillas que beben lágrimas de los humanos. Algunas especies del género Calyptra son denominadas "polillas vampiras" ya que beben sangre de vertebrados mientras estos duermen, incluidos humanos. Se han detectado casos de oftalmotropia (atracción por los ojos) y la lacrifagia (beber lágrimas) en diversas especies de polillas que visitan mamíferos. Mecistoptera griseifusa es un ejemplo en este sentido.